# Мышеловка (пьеса)
«Мышело́вка» (англ. The Mousetrap) — детективная пьеса Агаты Кристи, написанная в 1952 году. Состоит из двух действий. Впервые пьеса была поставлена в Вест-Энде Лондона в том же году и успешно идёт по сей день. В ноябре 2012 года состоялось 25-тысячное представление пьесы, что является абсолютным рекордом непрерывности постановок. Пьеса знаменита также неожиданной развязкой. В конце каждого спектакля зрителей просят не рассказывать, чем она заканчивается.

## История пьесы
- В основу сюжета положено нашумевшее криминальное дело о смерти в начале 1945 года мальчика Денниса О’Нила, умершего в результате избиения приёмным отцом. В 1947 году в Великобритании должны были отметить восьмидесятилетие королевы Марии. Сотрудники радиовещательной компании BBC обратились к ней с вопросом, чем они могли бы порадовать её в праздничном эфире. Королева, большая поклонница Агаты Кристи, попросила создать постановку на основе её произведения. Польщённая писательница, известная своими консервативно-монархическими взглядами, написала радиопьесу под названием «Три слепых мышонка», которая основывалась на деле Денниса О’Нила. Премьера тридцатиминутной радиопостановки прошла в вечернем эфире BBC Light Program 30 мая 1947 года[1][2][3]. В «Автобиографии» писательница рассказала о дальнейшей эволюции полюбившегося сюжета. Ей поступило предложение переработать радиопьесу в рассказ, который она назвала «Лощина»[4]. Над этим длинным рассказом (повестью) она работала в Ираке, где находилась на раскопках в Нимруде со своим мужем археологом Максом Маллованом[5]. Он появился в США в 1948 году в майском выпуске журнала Cosmopolitan под названием «Три слепых мышонка»[6], а затем в американском сборнике 1950 года «Три слепых мышонка и другие истории» (Three Blind Mice and Other Stories)[2]. На основе рассказа была сделана успешная театральная постановка, режиссёром которой выступил Питер Сондерс. После этого Кристи решила расширить сюжет, переработав его в пьесу[4]. Поскольку незадолго до Второй мировой войны на сцене шла другая пьеса, также носившая название «Три слепых мышонка», то Кристи пришлось изменить название своей. Её зять, Энтони Хикс, предложил заголовок «Мышеловка», восходящий к одноимённому эпизоду (известен также как «Убийство Гонзаго») из трагедии Уильяма Шекспира «Гамлет» (акт III, сцена II)[7].

- Пьеса «Мышеловка» была переведена на 23 языка и поставлена более чем в 40 странах[8]. 25 ноября 1952 года состоялась официальная премьера спектакля на сцене лондонского театра Ambassador. Главные роли исполнили знаменитый актер Ричард Аттенборо[9] и его жена Шейла Сим. До официальной премьеры, спектакль был поставлен на сцене королевского театра в Ноттингеме[10][11].
- В 1956 году продюсер спектакля Питер Сондерс (англ. Peter Saunders) продал права на экранизацию пьесы кинокомпании Romulus Films с обычной оговоркой, запрещающей экранизацию ранее, чем через шесть месяцев после последнего спектакля в Лондоне. Поскольку пьеса до сих пор идёт на сцене, фильм этой компанией так и не снят[12]. Запрет экранизации в договоре стал одним из элементов сюжета комедийного детектива 2022 года «Смотрите, как они бегут» (англ. See How They Run) с Сэмом Рокуэллом и Сиршей Ронан в главных ролях, весь сюжет которого строится вокруг представления пьесы в Вест-Энде.
- 7 декабря 2000 года в Театре St. Martin в Лондоне был сыгран рекордный двадцатитысячный спектакль[13].
- 25 ноября 2002 года пьеса отметила пятидесятилетний юбилей. На спектакль пришла Королева Елизавета II, которая также отмечала пятидесятую годовщину своей коронации[14]. По случаю полувекового юбилея, в ресторане отеля Савой (англ. Savoy) был дан приём, на котором присутствовали представители всех трупп, когда-либо игравших в спектакле с момента первой постановки[15].
- Пьеса стала хрестоматийной, она легла в основу пособий для изучения английского языка и литературы[16].
- Спектакль сам по себе стал достопримечательностью Лондона[17].
- В честь 60-летия пьесы в ноябре 2012 года в Лондоне в самом центре Ковент-Гардена был открыт памятник Агате Кристи.

## Сюжет
В Лондоне совершено убийство. У тела жертвы, Морин Лайон, находят записную книжку. Полиция объявляет по радио, что разыскивается подозреваемый в убийстве: мужчина в тёмном пальто, светлом шарфе и фетровой шляпе. В пансионе «Монксуэлл-мэнор», который принадлежит молодой супружеской паре Рэлстонов, начинают собираться гости — Кристофер Рен, миссис Бойл, майор Меткалф и мисс Кейсуэлл. Из-за снегопада они оказываются запертыми в доме и читают в газете об убийстве. Прибывает ещё один гость — мистер Паравичини, чья машина застряла в снегу. Миссис Бойл своими манерами раздражает всех присутствующих.
На лыжах в гостиницу прибывает сержант Троттер из полиции, заявляющий, что убийца из Лондона находится в пансионе. Вскоре миссис Бойл находят убитой, и версия сержанта Троттера подтверждается. Он начинает расследование. Подозрение падает на Рена, чьи приметы схожи с приметами предполагаемого убийцы, однако вскоре выясняется, что убийцей может быть любой из присутствующих. Подозреваемые пытаются инсценировать второе убийство, чтобы разобраться в нём и попытаться предотвратить третье. Сержант Троттер собирает всех в зале, решив приготовить ловушку для преступника. Внезапно выясняется, что убийца — сержант Троттер, выдавший себя за полицейского и мстящий за смерть брата, мисс Кейсуэлл — его сестра, а майор Меткалф — настоящий полицейский детектив.

## Действующие лица[18]
- Молли и Джайлс Рэлстон — молодожёны, хозяева пансиона «Монксуэлл-мэнор»
- Кристофер Рен — молодой архитектор, гость
- Миссис Бойл — строгая пожилая дама, гостья, бывшая судья
- Мисс Кейсуэлл — гостья, женщина с некоторыми мужскими чертами
- Майор Мэткалф — гость, старый служака
- Мистер Паравичини — нежданный гость[19]
- Сержант полиции Троттер — энергичный молодой человек

## Агата Кристи о своей пьесе
«Это такой спектакль, на который можно привести кого угодно. Он не очень-то страшный. Не пугающий. Это не фарс, но в пьесе есть по чуть-чуть от всего этого. Возможно, именно это нравится публике».
«Дорогие мои! Я не понимаю, какого чёрта вы волнуетесь из-за пустяков. Я думаю, у нас выйдет небольшой миленький прогон из всего этого». В последних главах подробной «Автобиографии» Кристи вспоминала о своих театральных постановках, но не акцентировав внимание на роли других лиц в своих успехах на этом поприще, чем вызвала разочарование со стороны работавших с ней людей. Так, режиссёр Хьюберт Грегг, поставивший шесть её пьес, в своих мемуарах «Агата Кристи и вся эта Мышеловка» отмечал, что Кристи оказалась в этом отношении неблагодарным человеком. По его словам, она была в долгу перед театральным импресарио Питером Сондерсом, организовавшим постановку самой успешной её пьесы «Мышеловка», но в своей биографии она почти не отмечает его роль. В такой же мере это касается пьесы «Нежданный гость», режиссёром которой был Грегг, про которую она просто упоминает, что написала это произведение. По мнению режиссёра, Кристи не хотела признаться даже себе, что её театральные достижения не могли быть достигнуты без посторонней помощи.

## Театральные постановки в России
- 2002 — Театральное агентство «ЛеКур» — режиссёр Виталий Соломин; в ролях: Илья Носков[23], Александр Филиппенко, Валентин Смирнитский, Станислав Садальский, Владимир Долинский, Лариса Гузеева[24], Ольга Машная.
- 2011 — Московский театр имени А. С. Пушкина — режиссёр Надежда Аракчеева[25]
- 2013 — Курский драматический театр — режиссёр Сергей Коромщиков
- 2014 — Казанский большой драматический театр имени В. И. Качалова — режиссёр Илья Славутский[26]

### Мюзикл-детективАлександра Журбина
В 2002 году известный композитор Александр Журбин создал камерный мюзикл по пьесе Агаты Кристи, либретто — Ольги Ивановой, стихи — Лилит Гулакян
Постановки:
- 2003 — Новосибирский музыкальный театр — режиссёр Леонид Квинихидзе, дирижёр Александр Гойхман[28]
- 2003 — Одесский театр музыкальной комедии — режиссёр Владимир Савинов, дирижёр Аркадий Певцов[29]
- 2016 — Орловский театр «Свободное пространство» — режиссёр Александр Михайлов[30]
- 2023 - Нижнетагильский Драматический театр - режиссер Игорь Булыгин.

## Театральные постановки в разных странах
- В январе 2001 года состоялась премьера «Мышеловки» в берлинском театре, а в сентябре 2015 года спектакль был показан зрителям в 1250-й раз[31][32].

## Экранизации
В СССР пьеса была экранизирована дважды:
- в 1986 году на Литовском телевидении одноимённый художественный фильм (оригинальное название Pelėkautai) был снят режиссёром Бронюсом Моркявичусом. Главные роли исполнили Вайва Майнелите, Арунас Сторпирштис и Ремигиюс Вилкайтис;
- в 1990 году также одноимённый художественный фильм был снят режиссёром Самсоном Самсоновым по сценарию Владимира Басова-старшего на студии Мосфильм. Главные роли в фильме исполнили Борис Химичев, Владимир Сошальский, Никита Высоцкий.